# چیوسنه (شهرستان ازگیش)
چیوسنه (به لهستانی:  Ciosny) یک روستا در لهستان است که در گمینا زگیژ واقع شده‌است.